# Kościół Najświętszej Maryi Panny Królowej Pokoju w Piotrkowie Trybunalskim
Kościół Najświętszej Maryi Panny Królowej Pokoju w Piotrkowie Trybunalskim – rzymskokatolicki kościół parafialny należący do parafii pod tym samym wezawaniem (dekanat piotrkowski archidiecezji łódzkiej).
Budowa świątyni została rozpoczęta 15 maja 1992 roku. Kościół reprezentuje styl nowoczesny, autorami projektu są architekci Marek Grymin, Mirosław Rybak, inżynier Janusz Frey (konstrukcja). 10 maja 1998 roku została odprawiona pierwsza msza święta i mury zostały poświęcone przez biskupa Adama Lepę. Świątynia oddana została do użytku 8 grudnia 1999 roku. Obecnie trwają prace wykończeniowe wewnątrz oraz na zewnątrz kościoła po założeniu centralnego ogrzewania oraz zamontowaniu dzwonów. Kościół konsekrował 19 listopada 2000 roku arcybiskup Władysława Ziółka.
W ołtarzu głównym jest umieszczona kompozycja ścienna w mozaice z polichromią przedstawiająca adorację Krzyża Chrystusa, na tle Hostii z literami Alfa i Omega przez grupę Aniołów, wykonana w technice płaskorzeźby i złoceń. Całość ta jest tłem olejnego obrazu na płótnie Matki Bożej Oliwnej z Dzieciątkiem Jezus z Genui we Włoszech znanej poza Włochami jako Królowa Pokoju. W prezbiterium znajdują się mozaiki z polichromią czterech Ewangelistów. Nowoczesne 47-głosowe organy holenderskie Content zostały wykonane w technice cyfrowej i odtwarzają naturalne brzmienia organowe. Prospekt piszczałkowy jest trzyczęściowy.
W lewej kaplicy jest umieszczona figura Chrystusa Króla z kompozycją mozaikową w tle i z atrybutami czerwonych róż. W prawej kaplicy znajduje się figura św. Józefa z mozaikową kompozycją w tle i z atrybutami liii. Stacje Drogi Krzyżowej powstały jako płaskorzeźby w technice ceramiki z nimbami pokrytymi złotem płatkowym. Ołtarz soborowy i dwie ambonki zostały wykonane z włoskiego marmuru w barwie wiśniowej, chrzcielnica również powstała z włoskiego marmuru i posiada pokrywę z mosiądzu. 3 dzwony zostały odlane ze spiżu o masie 1550 kilogramów.